# Gymnoscelis albescens
Gymnoscelis albescens là một loài bướm đêm trong họ Geometridae.